# Великосолдатський район
Великосолдатський райо́н — адміністративно-територіальна одиниця і муніципальне утворення в Курській області Росії.
Адміністративний центр — село Велике Солдатське.

## Географія
Великосолдатський район в сучасних кордонах відновлений 23 березня 1977 року й розташований у південно західній частині Курської області й межує: на півночі — з Льговським і Курчатовським, на сході — з Октябрським, Медвенським і Обоянським, на півдні — з Біловським і на заході — із Суджанським районами області.
Адміністративно-господарським і культурним центом району є село Велике Солдатське, розташоване за 78 км від обласного центра м. Курськ.
Площа району становить 0,8 тис. км², або 2,7 % території області.